# سامانثا ولز
سامانثا ولز (بالإنجليزية: Samantha Wells)‏ هي متزحلقة حرة أسترالية، ولدت في 2 أغسطس 1989 في واراتاه ‏ في أستراليا.

## وصلات خارجية
- سامانثا ولز على موقع الاتحاد الدولي للتزلج (التزلج الحر) (الإنجليزية)
- سامانثا ولز على موقع اللجنة الأولمبية الدولية (الإنجليزية)
- سامانثا ولز على موقع أوليمبيديا (الإنجليزية)
- سامانثا ولز على موقع اللجنة الأولمبية الأسترالية (الإنجليزية)